# Severna Koreja
Séverna Korêja (uradno Demokrátična ljúdska repúblika Korêja; kratica DLRK) je suverena država v Vzhodni Aziji in obsega severno polovico Korejskega polotoka. Njeno glavno in največje mesto je Pjongjang. Na severu meji na reki Jalu (Amnok) na Kitajsko in v severovzhodnem delu na reki Tumen na Rusijo, na jugu pa meji na Južno Korejo, s katero je do razdelitve po drugi svetovni vojni tvorila Korejski imperij.
V 19. stoletju je vse do japonske okupacije leta 1910 na Korejskem polotoku obstajal Korejski imperij. Ko je Japonska leta 1945 kapitulirala, se je japonska nadvlada končala. Korejski polotok je bil nato razdeljen v dve okupacijski coni, ameriško na jugu in sovjetsko na severu. Pogajanja za ponovno združitev so bila neuspešna in leta 1948 sta bili oblikovani ločeni vladi: socialistična Demokratična ljudska republika Koreja na severu in kapitalistična Republika Koreja na jugu. Vsaka od novonastalih Korej si je lastila celotni polotok, kar je leta 1950 pripeljalo do Korejske vojne. Leta 1953 sta državi sklenili prekinitev ognja, vendar uradne mirovne pogodbe nista nikoli podpisali. Obe državi sta članici Organizacije združenih narodov od leta 1991.
Severna Koreja je enostrankarska država, ki jo vodi Demokratična fronta za ponovno združitev domovine s Delavsko partijo Koreje na čelu. Organizacija vlade in države izhaja iz politične doktrine, imenovane džuče, katere glavno načelo je samozadostnost. To ideologijo je vpeljal prvi severnokorejski predsednik Kim Il-sung, ki je bil po smrti razglašen za večnega predsednika Severne Koreje. Džuče je tudi uradno nadomestil marksizem-leninizem, ko je država leta 1972 sprejela novo ustavo. Ko je leta 1991 razpadla Sovjetska zveza, je Severna Koreja izgubila pomembnega trgovskega partnerja in strateškega zaveznika, kar je skupaj z nizom naravnih katastrof vodilo v severnokorejsko lakoto, ki je med letoma 1994 in 1998 terjala med 240.000 in 1.000.000 smrtnih žrtev. Kim Džong-il je leta 1995 z uvedbo politike songun oziroma vojska na prvem mestu še dodatno utrdil položaj oblasti v državi. Leta 2009 je oblast v celoti odstranila vse omembe komunizma iz ustave in drugih uradnih dokumentov.
Severna Koreja je v očeh javnosti zapisana kot totalitarna stalinistična država z izjemno izpopolnjenim kultom osebnosti družine Kim. Prav tako se že več let zapored uvršča na dno lestvice človekovih pravic. Leta 2011 bila je tudi na zadnjem mestu indeksa demokratičnosti. Severna Koreja je najbolj militaristična država na svetu, skupno ima preko 9 milijonov pripadnikov aktivne vojske, rezervistov in drugih paravojaških enot. Ima 1,2 milijona pripadnikov aktivne vojske, kar jo uvršča na četrto mesto po številčnosti aktivne vojske na svetu - takoj za Kitajsko, ZDA in Indijo. Je država z jedrskim orožjem in aktivnim vesoljskim programom.

## Geografija
Severna Koreja se nahaja med zemljepisnima širinama 37° in 43° severno ter dolžinama 124° in 131° vzhodno. Površina države je 120.540 kvadratnih kilometrov. Na severu meji na Kitajsko in Rusijo, na jugu pa na Južno Korejo. Meja med Korejama, dolga 250 kilometrov in široka okoli 4 kilometre, se imenuje Korejsko demilitarizirano območje. Na zahodni obali se nahajata Rumeno morje in Korejski zaliv, na vzhodni pa Japonsko morje. Najvišja točka Severne Koreje je gora Baekdu, ki leži na meji s Kitajsko in je visoka 2744 metrov. Najdaljša reka je Amnok (Jalu), ki je dolga 790 kilometrov. Glavno in največje mesto je Pjongjang, druga velika mesta so še Kaesong na jugu, Sinuidžu na severozahodu, Wonsan in Hamhung na vzhodu ter Čongdžin na severovzhodu.

### Površje
Prvi evropski raziskovalci so Korejo opisali kot »morje sredi viharja« zaradi številnih gorskih verig, ki prepredajo polotok. Okrog 80 % Severne Koreje sestavljajo gore in višavja, ki se izmenjujejo z globokimi in ozkimi dolinami. Vse vzpetine na Korejskem polotoku z nadmorsko višino 2000 metrov ali več ležijo v Severni Koreji. Gorska veriga Rangrim, ki teče v smeri sever-jug, je velika ovira za komunikacijo med vzhodnim in zahodnim delom države. Gora Kumgang, ki spada v gorsko verigo Taebaek, je znana po izjemno lepi in neokrnjeni naravi.
Na zahodu je ob obali obsežna ravnina, na vzhodu pa zelo ozka z mnogimi prekinitvami. Velika večina prebivalstva živi na ravninah ali drugih nižinah.Po poročilu Združenih narodov iz leta 2003 gozdovi pokrivajo preko 70 % površine. Za razliko od sosednje Japonske in severne Kitajske so močni potresi v Severni Koreji redkost.

### Podnebje
Severnokorejsko podnebje je mešanica oceanskega in celinskega podnebja, vendar ima večina države po Köppnovi razvrstitvi vlažno celinsko podnebje. Dolge zime prinesejo zelo nizke temperature in jasno vreme, ki pa se izmenjuje s snežnimi nevihtami, ki so posledica severnih in severozahodnih vetrov, ki pihajo iz Sibirije. Med zimo povprečno sneži okrog 37 dni. Vreme je še posebno ostro in neugodno v goratih predelih na severu.
Poletja so kratka, vroča, vlažna in deževna zaradi južnih in jugovzhodnih monsunov, ki prinašajo vlažen zrak iznad Tihega oceana. Tajfuni prizadenejo polotok približno enkrat na leto. Pomlad in jesen sta prehodni obdobji, ki ju spremljajo srednje temperature in različni vetrovi. V teh obdobjih je vreme najbolj prijetno. Med naravne nevarnosti spadajo suše, ki se pojavijo pozno v pomladi, nato pa ji sledijo močne poplave. Občasno se v zgodnji pomladi lahko pojavijo tudi tajfuni.

## Upravna delitev
|               | Ime              | Chosŏn'gŭl   | Upravni sedež |
| Glavno mesto  | Glavno mesto     | Glavno mesto | Glavno mesto  |
| ------------- | ---------------- | ------------ | ------------- |
| 1             | Pjongjang        | 평양직할시   | (Čung-gujok)  |
| Posebno mesto |                  |              |               |
| 2             | Rason            | 라선특별시   | (Rajin-gujok) |
| Province      |                  |              |               |
| 3             | Južni Pjongan    | 평안남도     | Pjongsong     |
| 4             | Severni Pjongan  | 평안북도     | Sinuidžu      |
| 5             | Čagang           | 자강도       | Kanggje       |
| 6             | Južni Hwanghae   | 황해남도     | Haedžu        |
| 7             | Severni Hwanghae | 황해북도     | Sariwon       |
| 8             | Gaengvon         | 강원도       | Wonsan        |
| 9             | Južni Hamgjong   | 함경남도     | Hamhung       |
| 10            | Severni Hamgjong | 함경북도     | Čongdžin      |
| 11            | Rjanggang        | 량강도       | Hyesan        |

Največja mesta po številu prebivalstva so Pjongjang (3.255.288), Hamhung (768.551), Čongdžin (667.929), Nampho (366.815), Wonsan (363.127), Sinuidžu (359.341), Tančon (345.875), Gaečon (319.554), Gaesong (308.440) in Sariwon (307.764).

## Politika
Severna Koreja se ima za džučejevsko (samozadostno) državo, nekateri jo poimenujejo tudi absolutna monarhija oziroma dedno diktatorstvo z močnim kultom osebnosti, ki se vrti okrog Kim Il-sunga (ustanovitelja in edinega predsednika države) in njegovega pokojnega sina Kim Džong-ila. Nekateri zavračajo splošen pogled na državo, ki jo opisuje kot komunistično in trdijo, da je zaradi komunizma oblast upravičena do vodenja države.
Ko je leta 1994 umrl Kim Il-sung, Severna Koreja ni razpisala volitev, temveč ga je razglasila za »večnega predsednika« in mu zgradila mavzolej v centru Pjongjanga.
Čeprav je Kim Il-sung uradno še vedno predsednik Severne Koreje, je bil Kim Džong-il vrhovni voditelj Severne Koreje do svoje smrti decembra 2011. Zakonodajno telo Severne Koreje je vrhovni ljudski zbor, ki ga trenutno vodi Kim Jong-nam.           
Struktura vlade je opisana v severnokorejski ustavi, katere zadnja različica iz leta 2009 tudi uradno zavrača kakršno koli povezavo s komunizmom. Vladajoča koalicija Demokratična fronta za ponovno združitev Koreje je sestavljena iz Delavske partije Koreje, Korejske socialno-demokratske stranke in Čondoistične stranke čondu. Stranke imajo zanemarljivo moč, saj je vsa oblast skoncentrirana v rokah voditelja.
Naslednik leta 2011 umrlega Kim Džong-ila je najmlajši izmed njegovih treh sinov, Kim Džong-un.
Politične svobode v državi skorajda ni. Podpornike vlade, ki se z njo ne strinjajo v celoti, pošljejo v posebne oddelke delovnih taborišč, kjer se ukvarjajo z zelo težkimi deli. Če so obravnavani subjekti uspešno rehabilitirani, lahko nadaljujejo z delom na svoji funkciji. Težavne politične disidente in t. i. »nasprotnike ljudstva«, za katere se predpostavlja, da ne morejo biti rehabilitirani, pa zaprejo (lahko tudi z družino ali otroki) v »območja popolnega nadzora«, kjer do smrti opravljajo težka dela. Severna Koreja ima za delovna taborišča specifično rezervirana posebna območja v posameznih provincah. Poskusi pobega ali kršitelji pravil so usmrčeni ali poslani v poseben ločen zapor, ki je del taborišča. Delovna taborišča so rezervirana za politične zapornike, navadni kriminalci pa so zaprti v drugih zaporih. V severnem in severovzhodnem delu Severne Koreje se nahaja šest takih območij.

### Mednarodni odnosi
Severna Koreja vzdržuje dobre odnose s sosednjo Kitajsko in Rusijo. Po padcu komunizma v vzhodni Evropi leta 1989 in razpadu Sovjetske zveze leta 1991 se je količina pomoči s strani Rusije znatno zmanjšala, podpora Kitajske se pa ni bistveno spremenila. Severna Koreja ima tudi dobre odnose z drugimi komunističnimi režimi, kot so Vietnam, Laos in Kambodža. Na željo Kitajske je Severna Koreja na severno mejo namestila betonski zid in bodečo žico, da bi tako zajezila ilegalne prebege državljanov na Kitajsko. Pred tem je bila meja skorajda nenadzorovana.
```
Zaradi aktivnega jedrskega programa in strahu pred zlorabo so Rusija, Kitajska, Japonska in ZDA začele s šeststranskimi pogovori, da bi skupaj s Korejama našli miroljubno rešitev tega problema. Pogovori so se odvijali med letoma 2003 in 2007, nato pa so zastali, ko je Severna Koreja odpovedala sodelovanje.
```

ZDA in Južna Koreja sta Severno Korejo označili za podpornico terorizma. Severna Koreja je bila obtožena za bombardiranje v Ragoonu leta 1983, ki je ubilo člane južnokorejske vlade in sabotiranje južnokorejskega potniškega letala. Priznala je odgovornost za ugrabitev 13 japonskih državljanov v 70ih in 80ih letih, od teh je bilo le pet vrnjenih na Japonsko. Japonska vlada v uradnih dokumentih navaja, da je bilo ugrabljenih 17 državljanov, vendar je dejansko ta številka mnogo večja in vključuje tudi druge nejaponske državljane. 11. oktobra 2008 je ZDA odstranila Severno Korejo s seznama držav, ki sponzorirajo terorizem.
Leta 2009 so se odnosi med Južno in Severno Korejo poslabšali. Severna Koreja je izvedla drugi jedrski poskus, prekinila sporazume, ki jih je sklenila z Jugom in zagrozila ZDA in Južni Koreji, naj se ne vmešavata v načrtovano izstrelitev satelita. Tehnično sta Severna in Južna Koreja še vedno v vojni, saj nista nikoli podpisali mirovne pogodbe in trenutno delita najbolj utrjeno in oboroženo državno mejo. 27. maja 2009 so severnokorejski mediji razglasili, da prekinitev ognja ni več veljavna zaradi odločitve južnokorejske vlade, da se pridruži varnostni iniciativi proti širjenju jedrskega orožja. Odnosi so se še dodatno poslabšali, ko je domnevno severnokorejski torpedo marca 2010 potopil južnokorejsko vojno ladjo Cheonan, kar je terjalo življenja 46 članov posadke. Južna Koreja je na to odvrnila s prekinitvijo trgovanja s Severom in tako diplomatsko in ekonomsko prizadela Severno Korejo. Severna Koreja je nato prekinila vsakršne stike z Jugom, razveljavila pakt o nenapadanju in prepovedala vstop južnokorejskim delavcem v skupen industrijski obrat, ki ga državi upravljata v Gaesongu na jugu Severne Koreje. Novembra 2010 je Severna Koreja napadla otok Jeonpjeng ter tako še poslabšala že skrhane odnose z Južno Korejo in ostalimi državami.
Večina veleposlaništev za Severno Korejo se nahaja v Pekingu na Kitajskem namesto v Pjongjangu, glavnem mestu Severne Koreje.
V času Jugoslavije sta državi vzdrževali tesne diplomatske stike. Leta 1974 je Kim il-sung obiskal Jugoslavijo, dve leti pozneje pa je Tito obiskal Severno Korejo. Po smrti Tita leta 1980 je severnokorejska pošta izdala tudi spominsko znamko z njegovo podobo. 

## Družba

### Socialni položaj posameznika
Oblast v Severni Koreji trdi, da so vsi državljani enakopravni in zavrača kakršne koli očitke o diskriminaciji, ki temelji na izvoru družine. Severnokorejski prebežniki pa trdijo, da so vsi Severni Korejci razvrščeni v skupine glede na njihov songbun - družbeni status. Status temelji na političnem, socialnem in ekonomskem ozadju posameznikove družine za tri generacije nazaj, pa tudi na ozadju širših sorodnikov. Songbun se domnevno uporablja za določevanje ravni zaupanja posamezniku, celo količine in kvalitete hrane.
Songbun naj bi vplival na dostop do izobraževanja in zaposlitvenih možnosti, še posebej, če se posameznik želi včlaniti v vladajočo stranko. Obstajajo tri glavne kategorije in okrog 50 podkategorij. Kim Il-sung je leta 1958 v govoru izjavil, da severnokorejsko populacijo sestoji 25 % pravih, zvestih državljanov, 55 % »kolebajočih« in 20 % »sovražnih« državljanov. Najvišji status je dodeljen posameznikom, katerih predhodniki so pomagali Kim Il-sungu pri odporu proti japonskim okupatorjem med in po drugi svetovni vojni. Ta status so dobili tudi delavci in kmetje pred letom 1950.
Severnokorejski begunci trdijo, da songbun še danes zelo vpliva na vsakdanje življenje ljudi v državi.

### Človekove pravice
Mnogo mednarodnih organizacij, ki spremlja nivo pravic ljudi na svetu, uvršča Severno Korejo med države, kjer so človekove pravice najbolj grobo kršene. Amnesty International poroča o hudih omejitvah glede svobode izražanja in gibanja, nezakonitem priporu, mučenju in drugemu maltretiranju, ki se konča s smrtjo ali usmrtitvijo. Organizacija zahteva zaprtje kazenskih taborišč, kjer preko 200.000 političnih zapornikov in njihovih družin živi v »najbolj nemogočih pogojih na svetu«. Human Rights Watch opisuje Severne Korejce kot najbolj kruto obravnavan narod zaradi hudega omejevanja njihovih političnih in ekonomskih svoboščin.
V devetdesetih letih je oblast v kazenska taborišča zapirala državljane, ki so peli južnokorejske pesmi.

### Kazenska taborišča
Državni varnostni urad skrbi za pregon in kaznovanje prestopnikov ter domnevno obratuje nekatera taborišča. Severnokorejski begunci pričajo o obstoju zaporov in koncentracijskih taborišč ter »območjih popolnega nadzora«, kjer so politični izobčenci podvrženi težkemu delu, mučenju, stradanju, posilstvu, umoru, medicinskemu eksperimentiranju in prisilnim splavom. Po informacijah organizacije Amnesty Internetional naj bi bilo 200.000 političnih zapornikov razporejenih v šest velikih kazenskih taboriščih, ki obratujejo od petdesetih let 20. stoletja. Tam so prisiljeni, da delajo v pogojih podobnih suženjstvu, nadzorniki pa z njimi ravnajo nehumano. Po pričevanjih so najbolj podrobno opisana Taborišče 14 v Gaečonu, Taborišče 18 v Jodoku, Taborišče 18 v Bukčangu in Taborišče 22 v Hoerjongu. Tja so brez sodne obravnave poslani posamezniki s svojimi družinami, za katere velja, da niso zvesti režimu (npr.: so kristjani ali pa ker kritizirajo oblast) in imajo izjemno majhne možnosti za izpustitev. International Coalition to Stop Crimes Against Humanity in North Korea (ICNK) ocenjuje, da v taboriščih v Severni Koreji letno umre okrog 10.000 ljudi.

### Kult osebnosti
Severnokorejska vlada izvršuje oster nadzor nad mnogimi elementi kulture v državi in ta nadzor uporablja predvsem v prid ohranjanja kulta osebnosti, ki ga je vzpostavil pokojni voditelj Kim Il-sung, v manjšem obsegu tudi Kim Džong-il. Ko je bil novinar Bredley Martin na obisku v Severni Koreji leta 1979, je v svojih poročanjih izpostavil, da skoraj vsa glasba, film in likovna umetnost nasploh, »poveličuje velikega vodjo« Kim Il-sunga, katerega kult osebnosti so nato tudi razširili na njegovega sina in bodočega naslednika, »ljubega voditelja« Kim Džong-ila. Bradley Martin je tudi zapisal, da je mnogo ljudi prepričanih, da je Kim Il-sung ustvaril svet in da Kim Džong-il lahko nadzoruje vreme. Takim govoricam nasprotuje Brian R. Myers, ameriški izvedenec za Severno Korejo: »Božje moči niso bile nikoli pripisane nobenemu izmed voditeljev. Pravzaprav se propagandni aparat trudi, da ne širi trditev, ki bi bile v nasprotju z zdravo pametjo oziroma izkušnjami državljanov«. To je še podkrepil s trditvijo, da je državna propaganda opisala Kim Džong-ila kot nemočnega proti silam narave, ki so v devetdesetih povzročile obsežno lakoto v državi. 
Pesem »Brez Tebe ni domovine« (당신이없으면 조국도없다) je bila ustvarjena posebej za Kim Džong-ila in je najbolj popularna pesem v državi. Besedilo pesmi opeva tovariša Kim Džong-ila in njegove vojaške sposobnosti. Pesem pogosto predvajajo po zvočnikih v mestih in na državni televiziji. Kim Il-sung je še vedno čaščen kot »večni predsednik«. Mnogo severnokorejskih znamenitosti nosi njegovo ime, kot na primer Univerza Kim Il-sunga, Stadion Kim Il-sunga in Trg Kim Il-sunga. Prebežniki trdijo tudi, da severnokorejske šole obravnavajo očeta (Kim Il-sung) in sina (Kim Džong-il) kot božanstvo. Kim Il-sung je zavrnil trditve, da je zase ustvaril kult osebnosti. Ob smrti Kim Il-sunga so se množice državljanov zgrinjale k njegovemu kipu po mestih in histerično jokale. Podobne prizori so bili prikazani tudi ob smrti Kim Džong-ila.
Kritiki trdijo, da je Kim Džong-il podedoval kult osebnosti po svojem očetu, Kim Il-sungu. Kim Džong-il je bil pogosto središče pozornosti v vsakdanjem življenju v DLRK. Njegov rojstni dan je še danes najbolj pomemben dogodek v državi. Ob njegovi 60-letnici so se po državi odvijala množična praznovanja.
Myers tudi trdi, da je čaščenje teh osebnosti resnično, nasprotno kot je bilo v primeru Adolfa Hitlerja v Nacistični Nemčiji. To je podkrepil z dogodkom, ki se je zgodil junija 2012, ko je utonila 14-letna deklica med tem, ko je pred poplavo skušala rešiti portreta Kim Il-sunga in Kim Džon Ila.

### Ponovna združitev Korej
Severna Koreja si prizadeva za ponovno združitev obeh Korej v enotno državo tako, da bi vsaka stran obdržala svojo vlado in politični sistem, vendar ne želi vmešavanja tretjih držav. 15. junija 2000 sta Koreji podpisali sporazum, v katerem prisegata, da se bosta potrudili po svojih najboljših močeh za ponovno združitev. Kim Il-sung je leta 1980 predlagal, da bi se Koreji združili v skupno državo, imenovano Demokratična federalna republika Koreja, vendar bi državi obdržali svoj obstoječ politični sistem.

## Vojska
Ministrstvo ljudskih oboroženih sil je zadolženo za upravljanje s Korejsko ljudsko armado. Korejska ljudska armada je skupno ime za oboroženo osebje v severnokorejski vojski, ki se deli na pet vej: kopenske sile, vojno mornarico, vojno letalstvo, artilerijski urad in specialno-operacijske sile. Severna Koreja ima največjo vojsko na svetu, približno enega vojaka na 25 prebivalcev. Ima tudi obrambno industrijo, ki skrbi za izdelavo in vzdrževanje vojaške opreme. Leta 1994 je Severna Koreja od Rusije prejela 10 podmornic razreda Golf II.
Severnokorejska vojska deluje na principu vohunjenja in sabotiranja. Večina vojakov je razporejenih vzdolž Korejske demilitarizirane cone. Korejska ljudska armada upravlja z veliko vojaške opreme, vključno s 4060 tanki, 2.500 oklepnimi transporterji, 17.000 kosi orožja, 11.000 protiletalskih strojnic in okrog 10.000 ročnih protiletalskih orožij ter protitankovskih raket. Vojno letalstvo sestavlja 1748 letal, od tega 478 lovcev in 180 bombnikov. Vojaška mornarico sestavlja 915 plovil. Severna Koreja ima največje specialno-operacijske sile in največjo podmorniško floto na svetu. Večina opreme je iz različnih časovnih obdobij - nekaj iz 2. svetovne vojne, veliko iz časa hladne vojne in deloma iz domače proizvodnje. Severna Koreja koristi tudi bolj nenavadno tehniko in opremo, kot so blokatorji GPS, pritlikave podmornice, človeške torpede, širok nabor kemičnega in biološkega orožja ter laserske luči za oslepitev nasprotnika. Uradni podatki navajajo, da je Severna Koreja za vojaške potrebe leta 2010 namenila 15,8 % državnega proračuna.

### Proizvodnja orožja
Severna Koreja ima okrog 180 podzemnih industrijskih obratov, v katerih letno proizvedejo 200.000 pušk AK-47, 3000 težkih mitraljezov, 200 bojnih tankov, 400 oklepnikov in drugih vozil.

### Jedrsko orožje
V devetdesetih je Severna Koreja s posredovanjem Kitajske Pakistanu prodala manjše količine srednje velike jedrske rakete. Leta 2005 je Severna Koreja priznala obstoj jedrskega orožja in se zavezala, da bo ukinila svoj jedrski program. Kljub tej zaobljubi, so severnokorejske nuklearke že od petdesetih let še vedno skrb vzbujajoče, saj so zmožne pomagati pri razvijanju jedrskega orožja. Ti mednarodni konflikti so onemogočili izgradnjo Gazpromovega 2,5 milijardi dolarjev vrednega plinovoda do Južne Koreje, ki bi tekel skozi Pjongjang. S tem bi Severna Koreja letno zaslužila okrog 100 milijonov dolarjev za tranzitne stroške.
Japonska meteorološka agencija je s pomočjo moderne seizmologije in novih napredkov na tem področju zmožna zaznati jedrske poskuse, ki jih izvaja Severna Koreja. Ti poskusi so bili izvedeni leta 2006, 2009 in 2013 ter so v javnosti izzvali zgražanje in neodobravanje.

## Ekonomija
Ekonomija je organizirana pod nadzorom Centralne banke Demokratične ljudske republike Koreje, ki tudi izdaja valuto, severnokorejski von. Severnokorejska ekonomija je visoko centralizirana avtarkična planska ekonomija. Severna Koreja in Kuba sta edini državi, ki imata skoraj celotno ekonomijo v rokah oblasti. Centralni načrtovalni komite pripravlja, nadzoruje in uresničuje ekonomske načrte, Generalni urad za industrijo pa je zadolžen za upravljanje proizvodnih obratov, proizvodnjo, razporejanje sredstev in prodajo v posameznih provincah.
Izolacijska politika Severne Koreje omejuje mednarodno trgovino, zato je leta 1984 sprejela zakon, ki omogoča tuje investicije skozi skupna podjetja, vendar niso privabili investitorjev. Leta 1991 so vzpostavili Ransonsko posebno ekonomsko cono, da bi privabila investitorje s Kitajske in Rusije. Kitajska in ruska podjetja so odkupila pravice za uporabo pristanišč v Ransonu. Kitajski investitorji obnavljajo cesto cesto od Ransona do Kitajske, ruski pa železnico od Ransona do Rusije, ki se nato nadaljuje kot Transsibirska železnica.
Uradna povprečna plača je leta 2011 znašala 2 ameriška dolarja, vendar je dejanska povprečna plača znašala okrog 15 dolarjev, saj se mnogo Severnih Korejcev ukvarja z delom na črno: trgovino, obrtjo in kmetijstvom. Z delom na črno se ukvarjajo pretežno ženske, ker morajo možje hoditi na svoja delovna mesta, čeprav večina tovarn niti ne obratuje. Po ocenah naj bi Severni Korejci služili 80 % dohodka z delom v majhnih podjetjih, ki so sicer v tržni ekonomiji legalna, vendar ne v severnokorejskem planskem gospodarstvu.
Kvaliteta življenja in plače so v porastu, kljub velikim finančnim težavam države. Majhne zasebne tržnice, imenovane džanmadang, so razširjene po vsej državi in v zameno za denar ljudem ponujajo uvoženo hrano in dobrine od kozmetike do motorjev. Leta 2009 je vlada redenominirala valuto, da bi zajezila prosto trgovanje, vendar je s tem povzročila hudo inflacijo in je bila kasneje prisiljena umakniti prepoved prostega trgovanja.
Država skrbi za brezplačna stanovanja, izobrazbo, zdravstvo in racionirane količine hrane. Plačevanje davkov je bilo 1. aprila 1974 ukinjeno. V obdobju med 1999 in 2005 je Severna Koreja občutila majhno, vendar stabilno rast bruto domačega proizvoda. Med 2006 in 2011 pa je večinoma stagnirala ali padala. Leta 2012 je Korejska banka (Južna Koreja) objavila ocene rasti severnokorejskega BDP:
| Leto | 2000 | 2001 | 2002 | 2003 | 2004 | 2005 | 2006 | 2007 | 2008 | 2009 | 2010 | 2011 |
| ---- | ---- | ---- | ---- | ---- | ---- | ---- | ---- | ---- | ---- | ---- | ---- | ---- |
| %    | 0,3  | 3,8  | 1,2  | 1,8  | 2,1  | 3,8  | -1,0 | -1,2 | 3,1  | -0,9 | -0,5 | 0,8  |

Sklicujoč se na podatke iz leta 2002, je v Severni Koreji dominanten industrijski sektor (43,1 %), sledijo mu storitve (33,6 %) in kmetijstvo (23,3 %). Leta 2004 je 37 % prebivalcev delalo v kmetijstvu, 63 % pa v industrijskem in storitvenem sektorju. Med pomembne industrijske panoge spada izdelovanje orožja in strojev, električna energija, kemični proizvodi, rudarstvo, metalurgija, tekstilni proizvodi, pridelovanje hrane in turizem. Pridobivanje železove rude in premoga sta eni izmed redkih dejavnosti, v katerih je Severna Koreja znatno bolj uspešna kakor Južna - proizvede približno desetkrat več železove rude in premoga kakor njena južna soseda.
Zaradi pomanjkljive mehanizacije, izčrpane prsti in neustreznih gnojil, Severna Koreja proizvede 2,8 ton riža na hektar, kar je za približno polovico manj v primerjavi z drugimi državami. Leta 2005 je Organizacija Združenih narodov za prehrano in kmetijstvo uvrstila Severno Korejo na 10. mesto po proizvodnji svežega sadja in na 19. po proizvodnji jabolk. Država ima obsežna naravna bogastva in je 18. največja proizvajalka železa in cinka ter ima 22. največje zaloge premoga na svetu. Je tudi 15. največja pridelovalka fluorita na svetu in 12. največja pridelovalka bakra in soli v Aziji. Med druge pomembnejše naravne dobrine v državi spadajo še svinec, volfram, grafit, magnezit, zlato, pirit in hidroenergija.

### Zasebna trgovina
Severna Koreja je leta 1991 začela eksperimentirati s privatnim kapitalizmom v Ransonski posebni ekonomski coni in leta 2002 vzpostavila Gaesonsko industrijsko regijo. Glavni trgovinski partnerici sta Kitajska in Južna Koreja, ki skupno prinašata 2,6 milijardi dolarjev v severnokorejsko državno blagajno. Kitajska je najbližja trgovska partnerica, saj približno 73-odstotni delež vseh tržnih transakcij prihaja s Kitajske.
Leta 2000 je Severna Koreja vzpostavila Center za proučevanje kapitalističnega sistema in od leta 2002 je število tujih investitorjev, ki so oblikovali skupna podjetja s severnokorejskimi obrati narašča. Švicarska vlada je ustanovila Pjongjanško poslovno šolo z namenom, da izobrazi študente o poslovanju.
Majhno število različnih kapitalističnih elementov se počasi širi iz poskusnega območja. Taki primeri so tudi jumbo plakati z oglasi ob avtocestah. Zunanji opazovalci opažajo vse več tržnic na prostem v Pjongjangu, Gaesongu in ob severni državni meji. Tako obidejo državno racioniranje hrane. Kitajska poleg pomoči v obliki hrane, skrbi tudi za uvoz okrog 80-90 % celotne nafte, ki jo porabi Severna Koreja, po »prijateljskih cenah«, ki so znatno nižje od tržne cene v drugih državah.
Severna Koreja ima kot podizvajalec južnokorejskih studiev tudi industrijo risanih filmov.

### Mednarodna trgovina
Tajvan je leta 2000 začel izvažati jedrske odpadke v Severno Korejo.
Januarja 2013 je Severna Koreja od Kitajske kupila okrog 13.000 kamer za vohunjenje nad državljani.

### Turizem
Turizem v Severni Koreji ureja državno podjetje za mednarodna potovanja. Vse obiskovalce, ki pridejo v Severno Korejo, neprestano spremljajo vodič in dva pripadnika tajne policije, od katerih vsaj eden govori materni jezik obiskovalca. Čeprav je v zadnjih letih turizem v porastu, je število zahodnih turistov zelo majhno.
Večina turistov prihaja s Kitajske, Rusije in Japonske. Za Južne Korejce je skorajda nemogoče, da dobijo vizo, z izjemo posebnih območij, ki so bila urejena specifično za Južne Korejce, kot je na primer Gaesong. Do januarja 2010 so imeli prepoved vstopa (razen v času Velikih iger Arirang) v državo. Od leta 1953 je Severno Korejo obiskalo manj kot 2.500 ameriških turistov.
Na območju gore Kumgang je Hyundai vzpostavil posebno turistično območje, kamor so lahko potovali tudi Južni Korejci in Američani, vendar le v organiziranih skupinah iz Južne Koreje. Konec leta 2008 so ukinili izlete v to območje, ko je neka ženska zašla v vojaško območje in so jo pripadniki Korejske ljudske armade na mestu usmrtili. Severnokorejska vlada je nato maja 2010 sporočila, da bo zaplenila vse južnokorejske nepremičnine na območju.
Po državi obratuje veriga hotelov, največji med njimi je Janggdo International Hotel.

### Lakota
V devetdesetih letih se je Severna Koreja soočila z mnogimi izzivi: težavami v gospodarstvu zaradi slabo vodene gospodarske politike, naravnimi nesrečami, resnim pomanjkanjem naravnih virov in padcem vzhodnega bloka. To je pripeljalo do izpada okrog milijona ton žita, ki bi ga potrebovali, da bi zadostovali mednarodno sprejetemu minimumu prehranskih zahtev. Severnokorejska lakota je trajala od 1994 do 1998 in letno zahtevala med 300.000 do 800.000 žrtvami z vrhuncem leta 1997. Smrt so povzročile z lakoto povezane bolezni, kot so tuberkuloza, pljučnica in driska.
Leta 2006 je Amnesty International objavil poročilo o raziskavi, ki so jo izvedle severnokorejska vlada, UNICEF in Svetovni program ZN za hrano, v katerem so ugotovili, da je bilo 7 % prebivalcev hudo podhranjenih, 37 % kronično podhranjenih, 23 % premajhne telesne mase, ena izmed treh mater pa je bila podhranjena in anemična. To vse so posledice lakote, ki je prizadela državo sredi in konec devetdesetih let. Inflacijo in porast cen hrane so povzročile nekatere reforme iz leta 2002, vključno s politiko songun (vojska najprej).
Zgodovino japonske pomoči Severni Koreji so zaznamovali številni dogodki in izzivi; od velike korejske skupnosti na Japonskem, ki je javno podpirala Pjongjang, pa do vsesplošnega ogorčenja nad poskusnimi izstrelitvami raket leta 1998 in razkritji o ugrabitvi številnih japonskih državljanov. Leta 1995 sta se državi zavezali, da bosta delali v skupno dobro. Južna Koreja je dostavila 150.000 ton žita v neoznačenih vrečah, Japonska prav tako in nato še dodatnih 150.000 ton. Oktobra 1995 in januarja 1996 je Severna Koreja ponovno zaprosila za pomoč Japonske, vendar zaradi nasprotovanja Južne Koreje in drugi političnih razlogov pomoči ni dobila.
Leta 1997 so na pomoč priskočile ZDA, ki je preko Svetovnega programa ZN za hrano pričela dostavljati nujno potrebno pomoč v boju proti lakoti. Ameriška pomoč je vrhunec dosegla leta 1999 s skoraj 700.000 tonami dostavljene hrane. Z nastopom Busheve administracije se je pomoč iz leta v leto zmanjševala in je leta 2004 znašala le še 40.000 ton. Zaradi tega je bila Busheva administracija deležna očitkov, da uporablja hrano kot orožje, da bi dosegla ukinitev severnokorejskega jedrskega programa, vendar je zatrdila, da se je situacija v Severni Koreji znatno izboljšala v primerjavi z devetdesetimi leti. Kmetijska pridelava se je z 2,7 milijon ton v sedmih letih dvignila na 4,2 milijona ton.
Leta 2013 so se ponovno pojavila poročila o lakoti v Severni Koreji, ki naj bi nekatere prisilila v kanibalizem. Pojavile so se tudi trditve, da naj bi neki moški izkopal truplo pokojnega vnuka in ga pojedel. Neki moški je domnevno skuhal svojega otroka, da bi se nahranil. Svetovni program ZN za hrano zatrjuje, da je v Severni Koreji pomanjkanje, toda ne lakota.

## Mediji in telekomunikacije

### Mediji
Severnokorejska vlada izvaja izjemno strog nadzor nad mediji v državi. Ustava zagotavlja svobodo govora in tiska, vendar preprečuje izvajanje teh pravic v praksi. Novinarji brez meja so na lestvici svobode tiska uvrstili Severno Korejo na 177. mesto izmed 178 mest - zadnja je bila Eritreja. Dovoljeno je objavljanje novic, naklonjenih vladi, novice o ekonomskih in političnih problemih v državi ter kritike tujih držav na račun Severne Korej niso dovoljene. Mediji vzdržujejo kult osebnosti okrog Kim Džong-una in redno poročajo o njegovih dnevnih aktivnostih. Glavna tiskovna agencija v državi je Korejska centralna tiskovna agencija.
V Severni Koreji izhaja 12 pomembnejših časopisov in 20 večjih časopisov z različno periodičnostjo (dnevniki, tedniki, mesečniki itd.). Vsi časopisi so tiskani v Pjongjangu. Zasebni časopisi in mediji ne obstajajo.
Januarja 2012 je Associated Press odprl pisarno v Pjongjangu, od koder poroča o novicah v Severni Koreji.
Uriminzokkiri je korejska novičarska spletna stran, ki redno objavlja propagandna sporočila.

### Radio
Severna Koreja blokira vse zunanje radijske signale in tako preprečujejo dostop do novic, ki niso bile avtorizirane s strani oblasti. Svobodni severnokorejski radio je skupina manjših radijskih postaj ob meji med Jugom in Severom. Večina teh ekip sestavljajo severnokorejski prebežniki, ki imajo oddajnike usmerjene v Sever in oddajajo program, v katerem večinoma nagovarjajo severnokorejske državljane, kako zapustiti državo.

### Telefonija
Ministrstvo za pošto in telekomunikacije vzdržuje telefonsko in poštno omrežje v državi. Severna Koreja ima relativno dobro razvito telefonsko omrežja z okrog 1,18 milijona fiksnih priključkov, vendar je večina teh telefonov nameščenih v domovih in pisarnah višjih državnih uradnikov. Če kdo želi telefonski priključek, mora izpolniti zahtevek, v katerem mora navesti svoj položaj, zakaj želi telefon in kako ga namerava plačati. Število mobilnih telefonov v Pjongjangu je leta 2002 znašalo 3.000, leta 2004 pa okrog 20.000 naprav.
Po podatkih iz februarja 2012, Severna Koreja tudi ponuja dostop do omrežja tretje generacija (3G) prek milijonu naročnikov. Storitve ponuja Koryolink, ki je skupno podjetje severnokorejske vlade in egiptovskega telekomunikacijskega podjetja Orascom Telecom Holding. Maja 2010 je imelo mobilni telefon preko 120.000 Severnih Korejcev; septembra 2010 je ta številka narasla na 301.000; avgusta 2011 660.000 in decembra 2011 900.000. Mobilni telefoni so bili v obdobju med letoma 2004 in 2008 prepovedani. Vsi telefoni imajo onemogočen dostop do svetovnega spleta. Število uporabnikov mobilnih storitev leta 2013 po ocenah znaša 1,5 milijona.

### Internet
Južnokorejski internetni ponudnik in severnokorejska vlada sta leta 2002 odprli prvo internetno kavarni v Severni Koreji. Severni Korejci nimajo dostopa do svetovnega spleta, vendar lahko uporabljajo državno interno spletno storitev, imenovano Kvangmjong. Omrežje ponuja spletno pošto in cenzurirane informacije z znanstvenih spletnih strani iz tujine ter dostop do spletnih strani, ki jih upravlja vlada. Kim Džong-il je izjavil, da »uživa v surfanju po internetu«.
Konec februarja 2013 je Severna Koreja začela ponujati necenzuriran internet prek 3G omrežja za vse turiste, vendar ga je po enem mesecu, konec marca, ukinila. 28. februarja 2013 je Associated Press odprl prvi severnokorejski račun na socialnem omrežju Twitter. Avgusta 2010 vlada odprla račun na portalu YouTube.

## Transport
Vstop v Severno Korejo je mogoč preko Kitajsko-korejskega mostu prijateljstva, ki povezuje Dandong na Kitajskem in Sinidžu v Severni Koreji.
13. oktobra 2011 je z ruske strani prvič pripeljal vlak v Severno Korejo po na novo obnovljeni železniški trasi, ki je dolga 54 kilometrov. To je prvi korak k obnovi Transkorejske železnice, ki je povezuje v Transibirsko železnico.
Avtomobili so v državi redkost, po podatkih iz leta 2008, okrog 70 % gospodinjstev uporablja kolesa za prevoz. V avtomobilskem podjetju, ki s sodelovanjem južnokorejskega Pjeonghwa Motors in severnokorejskega Rjeonbong obratuje v Nampu, proizvedejo majhno število kombijev in osebnih avtomobilov. Seungri Džadongča proizvaja civilna vozila in težke tovornjake.
V večjih mestih in urbanih območjih so v uporabi uvoženi in domači trolejbusi ter tramvaji, ki so jih pridobili iz Evrope in Kitajske. Prepoved trgovanja je kasneje prisilila Severno Korejo v proizvodnjo domačih vozil za mestni promet.

### Železniški promet
Čoson Cul Minzuzui Inmingonghoagug je edini ponudnik železniških storitev in uslug v Severni Koreji. Železniško omrežje je dolgo 5.200 kilometrov, od tega je 4.500 kilometrov proge standardne širine. Vlaki so večinoma električni in parni, vagoni so severnokorejske proizvodnje po sovjetskih in kitajskih načrtih. Nekaj lokomotiv iz Japonske, ZDA in Evrope je še vedno v uporabi, prav tako rabljene kitajske lokomotive (DF4B, BJ Hydraulics ...).
Ljudje za potovanje iz Pjongjanga v druge regije po navadi uporabljajo železnico, vendar potrebujejo za potovanje dovolilnico, osebno izkaznico in vnaprej kupljeno vozovnico. Zaradi pomanjkljivega vzdrževanja železniške infrastrukture in vozil se potovalni časi povečujejo. Potovanje iz Pjongjanga v Gaesong (193 km) naj bi trajalo okrog 6 ur.

### Ladijski promet
Vodni promet po pomembnejših rekah in ob obalah postaja vse bolj pomemben. Z izjemo rek Jalu in Taedong lahko 2.253 kilometrov vodnih poti preplujejo le z manjšimi plovili. Promet je najgostejši ob vzhodni obali, kjer globoka voda omogoča plovbo večjih ladij. Glavna pristanišča so Nampho na zahodu in Radžin, Čongdžin, Wonsan in Hamhung na vzhodu.
V zgodnjih devetdesetih je Severna Koreja imela vozni park 68 prekooceanskih trgovskih ladij s skupno maso 465.801 registrske tone, vključno z 58 tovornimi ladjami in dvema tankerjema. Trenutno so pristanišča v fazi obnavljanja in nadgrajevanja kapacitet ter nadaljnega razvijanja prometa po reki Taedong.

### Letalski promet
Po ocenah je v Severni Koreji okrog 78 letališč, ki so v uporabi, vendar je malo mednarodnih letalskih povezav. Na mednarodnem letališču Pjongjang Sunan so redni leti v Moskvo, Habarovsk, Vladivostok, Bangkok, Peking, Dalian, Kuala Lumpur, Šanghaj, Šenjang, sezonski leti v Singapur in čarterski leti v različne evropske in azijske destinacije, med drugim tudi v Nagojo in Tokio (od 1990). Notranji leti so mogoči v Pjongjang, Hamhung, Haedžu, Gaesong, Kanggje, Kildžu, Nampho, Sinuidžu, Samdžijon, Wonsan, in Čongdžin.
S celotnim civilnim letalstvom upravlja Air Kroyo; 38 letal, po poreklu večinoma sovjetskih in ruskih.

## Demografija
V Severni Koreji živi približno 25 milijonov prebivalcev. Je eden najbolj etnično in lingvistično homogenih narodov na svetu, saj je prebivalcev kitajskih, japonskih, vietnamskih, južnokorejskih in drugih evropskih narodnosti zelo malo.
Leta 2012 je bila pričakovana življenjska doba 69,2 let, kar je podobno Kazahstanu in Ukrajini ter rahlo nižje kot v Belorusiji. Umrljivost dojenčkov je bila relativno visokih 26,21, kar je 1,7-krat več kot na Kitajskem, 3,7-krat več kot v Rusiji in 6,5-krat več kot v Južni Koreji.
Rodnost je 1,99 otrok na žensko, kar je primerljivo z ZDA in Francijo ter manj kot v Sloveniji (1,32).

### Jezik
Jezik, govorjen v Severni in Južni Koreji, je korejščina. Sever in Jug se razlikujeta le po narečjih, ki pa ne predstavljajo bistvene ovire. Na Jugu je pogost pojav, da tujke sčasoma postanejo del jezika, na Severu pa temu ni tako. Handže (kitajske pismenke) v Severni Koreji od leta 1949 niso več v uporabi, v Južni Koreji pa so v uporabi občasno. V Južni Koreji je znanje kitajske pisave in jezika občudovano. Severna in Južna Koreja si delita sistem fonetičnega zapisa besed, imenovan čosongul na Severu in hangul na Jugu. Uradno latinično prečrkovanje besed se v Korejah razlikuje; Severna Koreja uporablja rahlo modificiran sistem McCune-Reischauer, Južna pa prenovljeno romanizacijo korejščine. V Severni Koreji je prepovedana uporaba latiničnih in kitajskih znakov, zato so neologizmi, ki so nastali v Severu, nepoznani na Jugu.

### Religija
Koreji si delita budistično in konfucionistiočno dediščino, v zadnjem času pa sta se razširili tudi krščanstvo in čeondoizem. V ustavi Severne Koreje je zapisana svoboda veroizpovedi. Čeprav je versko udejstvovanje v Severni Koreji zatirano, imata budizem in konfucionizem še vedno vpliv na duhovno življenje Severnih Korejcev.
Kljub zatiranju vseh religij, budisti nimajo toliko težav z oblastjo kakor druge skupine, še posebej kristjani. Budizem v manjšem obsegu financira vlada, ker je ključno vplival na izoblikovanje korejske kulture.
Po podatkih organizacije Human Rights Watch, svobodnih verskih aktivnosti ni v Severni Koreji, saj severnokorejska vlada sponzorira določene skupine (predvsem budizem) le do te mere, da ustvarja iluzijo verske svobode. Veroizpovedi in število pripadnikov po podatkih organizacije Religious Intelligence:
- neverniki: 15.460.000 (64,3 % prebivalstva, velika večina je pripadnikov džučejevske filozofije),
- korejski šamanisti: 3.846.000 pripadnikov (16 % prebivalstva),
- čeondoisti: 3.245.000 pripadnikov (13,5 % prebivalstva),
- budisti: 1.082.000 pripadnikov (4,5 % prebivalstva),
- kristjani: 406.000 pripadnikov (1,7 % prebivalstva).

Pjongjang je bil do leta 1945 glavni krščanski center v Koreji. Od poznih štiridesetih let je oblast pobila 166 duhovnikov in drugih krščanskih osebnosti ali pa so izginili v koncentracijskih taboriščih. Nobeden izmed katoliških duhovnikov ni preživel, vse cerkve so bile porušene in nobeden ni več prišel v Severno Korejo.
Danes stojijo štiri cerkve, s katerimi upravlja država, da obiskovalcem predstavljajo svobodo veroizpovedi v državi. Uradne severnokorejske statistike navajajo, da je v državi 10.000 protestantov in 4.000 rimokatolikov.
Po podatkih organizacije Open Doors, ki podpira zatirane kristjane, je Severna Koreja država, v kateri je preganjanje kristjanov najhujše na svetu. Ocenjujejo, da je v delovnih taboriščih zaprtih med 50.000 do 70.000 kristjanov.

### Izobraževanje
Izobraževanje v Severni Koreji nadzoruje vlada, je brezplačno in obvezno do srednje izobrazbe. Da bi vzpodbijali samostojnost in ustvarjalnost učencev, uporabljajo hevristiko. Obvezna izobrazba traja enajst let; eno leto vrtca, štiri leta osnovne in šest let srednje šole. Učni načrt vsebuje akademske in politične vsebine. Severna Koreja je ena izmed najbolj pismenih držav z 99 % pismenega prebivalstva.
Osnovne šole, ki se imenujejo ljudske šole, obiskujejo učenci starosti med 6 in 9 let. Nato med 10. in 16. letom starosti na podlagi njihovih sposobnosti obiskujejo navadno ali posebno srednjo šolo.

### Zdravstvo
Severna Koreja ima državni sistem zdravstva in obveznega zdravstvenega zavarovanja. Država za potrebe zdravstva nameni 3 % bruto domačega proizvoda oziroma okrog 1 dolar na osebo. Za zdravstvene preglede pacienti plačajo s cigareti, hrano ali alkoholom, za operacije pa tudi z gotovino. Med letoma 1955 in 1986 je vlada veliko razvijala zdravstvo; število bolnišnic je z 285 naraslo na 2.401, število klinik pa s 1.020 na 5.644. Bolnišnice so tudi v tovarnah in rudnikih. Od leta 1979 je vse več poudarka na tradicionalni korejski medicini, ki vključuje zdravljenje z zelišči in akupunkturo.
Zaradi številnih naravnih katastrof, gospodarskih težav, pomanjkanja energije in hrane zdravstvo v Severni Koreji čedalje bolj zaostaja in propada. Mnogim bolnišnicam in klinikam v Severni Koreji primanjkuje osnovnih zdravil, opreme, tekoče vode in električne energije.
Okrog 100 % odstotkov populacije ima dostop do sanitarij in vode, vendar ni popolnoma pitna. Nalezljive bolezni, kot so malarija, tuberkuloza in hepatitis B, so pogost pojav v državi. Pričakovana življenjska doba je okrog 69 let, kar na lestvici držav po pričakovani življenjski dobi uvršča Severno Korejo na 152. mesto.
Med drugimi zdravstenimi težavami se pojavlja podhranjenost, ki je posledica lahkote, ki se je zgodila zaradi neučinkovitega sistema razdeljevanja hrane in politike »vojska na prvem mestu«. Raziskava Združenih narodov iz leta 1998 je pokazala, da je 60 % otrok podhranjenih, od tega 16 % akutno podhranjenih.